# Purwosari (Marga Sekapung)
Purwosari is een bestuurslaag in het regentschap Lampung Timur van de provincie Lampung, Indonesië. Purwosari telt 1992 inwoners (volkstelling 2010).